# Towszczyzna
Towszczyzna (biał. Тоўшчына; ros. Товщина) – wieś na Białorusi, w obwodzie witebskim, w rejonie brasławskim, w sielsowiecie Dalekie.

## Historia
W czasach zaborów w granicach Imperium Rosyjskiego.
W dwudziestoleciu międzywojennym wieś leżała w Polsce, w województwie nowogródzkim (od 1926 w województwie wileńskim), w powiecie dziśnieńskim (od 1926 w powiecie brasławskim), w gminie Bohiń.
Według Powszechnego Spisu Ludności z 1921 roku wieś zamieszkiwało 107 osób, 66 było wyznania rzymskokatolickiego a 41 prawosławnego. Jednocześnie 102 mieszkańców zadeklarowało polską przynależność narodową, 5 białoruską. Były tu 22 budynki mieszkalne. W 1931 w 21 domach zamieszkiwało 97 osób.
Wierni należeli do parafii rzymskokatolickiej w Dalekiem i prawosławnej w Bohiniu. Miejscowość podlegała pod Sąd Grodzki w Opsie i Okręgowy w Wilnie; właściwy urząd pocztowy mieścił się w Bohiniu.